# South Bruny nationalpark
South Bruny nationalpark är en 51,49 km² stor nationalpark som inrättades den 11 augusti 1997 på den södra delen av Bruny Island utanför Tasmaniens sydöstra kust.

## Flora
Floran i parken är värd att bevara bland annat på grund av förekomsten av hotade endemiska arter som Euphrasia fragosa.

## Fauna
South Bruny nationalpark erbjuder ett nyckelhabitat för hotade arter, särskilt fågellivet är rikt och varierat. Det finns flera kolonier kortstjärtad lira och dvärgpingvin, i de utanförliggande vattnen finns valar och sälar.

### Däggdjur
Rödhalsad vallaby, thylogale billardierii och pungräv är vanliga. På The Friars, som är parkens sydligaste del, finns ett stort antal sydafrikansk pälssäl.

### Fåglar
Samtliga tolv fågelarter som är endemiska i Tasmanien finns i parken. Svarthuvad strandpipare, som är nationellt hotad, häckar i parken. Det finns valparakiter i området kring Fluted Cape och tasmanpardalote på Partridge Island.
Green Island är en av få kända häckningsplatser i Australien för kelptruten.

### Reptiler och amfibier
Alla de tre ormarterna som finns i Tasmanien har rapporterats i South Bruny, notechis ater, austrelaps superbus och drysdalia coronoides. En ej namngiven art av ödlor har rapporterats på Green Island.